# Flutemetamol (18F)
Flutemetamol (18 F) (tên thương mại Vizamyl, bởi GE Healthcare) là một dược phẩm phóng xạ quét PET có chứa chất phóng xạ fluorine-18, được sử dụng như một công cụ chẩn đoán bệnh Alzheimer.

## Tác dụng phụ
Tác dụng bất lợi của flutemetamol bao gồm đau đầu, buồn nôn, chóng mặt, đỏ bừng và tăng huyết áp.

## Cơ chế hoạt động
Sau khi chất này được tiêm tĩnh mạch, nó tích lũy thành các mảng beta amyloid trong não của bệnh nhân, do đó có thể nhìn thấy qua chụp cắt lớp phát xạ positron (PET).

## Sản xuất và phân phối
Flutemetamol (18 F) có thể được sản xuất trong vòng năm đến sáu giờ. Sau đó, nó trải qua một cuộc kiểm tra chất lượng và sẵn sàng để được phân phối ngay sau đó. Sản phẩm phải được sử dụng trong một khung thời gian nhất định để có hiệu quả tối đa. Do cửa sổ thời gian có hạn, flutemetamol không được sản xuất cho đến khi đơn hàng được đặt.
Flutemetamol thường được tiêm tĩnh mạch trong 1 đến 10   liều mL. Chi phí trung bình cho quét PET mà không có bảo hiểm là khoảng $ 3.000. Hiện tại, Medicare không bao gồm việc sử dụng các tác nhân hình ảnh amyloid trừ các thử nghiệm lâm sàng. Bởi vì điều này, có một thị trường thấp cho flutemetamol.

## Lịch sử
Flutemetamol lần đầu tiên được Cơ quan Quản lý Thực phẩm và Dược phẩm Hoa Kỳ (FDA) chấp thuận sử dụng vào năm 2013 để sử dụng qua đường tĩnh mạch.

### Các thử nghiệm lâm sàng
Hai thử nghiệm lâm sàng đã được tiến hành đối với flutemetamol (18 F). So quét PET đầu tiên của bệnh nhân bị bệnh nan y với flutemetamol để gửi nghiệm tử thi chuẩn-of-thật đánh giá của vỏ não não mảng bám neuritic mật độ. Thử nghiệm thứ hai đánh giá khả năng tái tạo nội bộ của đầu đọc PET khi sử dụng flutemetamol.

#### Thử nghiệm lâm sàng 1
Trong số 176 bệnh nhân được chụp trong thử nghiệm này có độ tuổi trung bình là 82, với 57 bệnh nhân là nữ. Kết quả chụp PET flutemetamol ban đầu cho kết quả 43 kết quả dương tính và 25 kết quả âm tính đối với tình trạng amyloid não cortisol. 69 trong số các bệnh nhân ban đầu đã chết trong vòng 13 tháng sau khi chụp PET bằng flutemetamol. Khám nghiệm tử thi cho 67 bệnh nhân xác định loại mật độ mảng bám thần kinh não toàn cầu. Trong đó có 67 bệnh nhân có 41 dương tính và 26 bệnh nhân âm tính. Những kết quả này tương quan với quét trước khi chết.

#### Thử nghiệm lâm sàng 2
Dấu vết lâm sàng thứ hai bao gồm 276 đối tượng với độ tuổi trung bình là 72. Thử nghiệm đã đo lường hiệu quả của một chương trình đào tạo điện tử để giải đoán hình ảnh flutemetamol bằng cách quét PET từ thử nghiệm 1 trong số các đối tượng khác bị suy giảm nhận thức. Kết quả cuối cùng đạt tỷ lệ thành công được chỉ định trước với thống kê kappa của Fleiss là 0,83.

## Xã hội và văn hoá

### Kinh tế học
Khía cạnh tiếp thị lớn nhất của GE Health đối với flutemetamol là đây là tác nhân hình ảnh amyloid duy nhất được FDA chấp thuận để giải đoán hình ảnh màu.